# Kostenpflichtig zum Tode verurteilt
Kostenpflichtig zum Tode verurteilt (tłum. „Odpłatnie skazany na smierć”) – niemiecki film w reżyserii Georga Tresslera wyprodukowany w 1966 roku przez telewizję publiczną ZDF. Oparty na losach Jerzego Sosnowskiego.

## Fabuła
Po niemiecko-radzieckim traktacie w Rapallo Polska czuła się zagrożona. Sztab generalny kraju rozwinął ożywioną działalność szpiegowską w Niemczech i w marcu 1926 wysłał polskiego kapitana kawalerii Georga von Sosnowskiego do Berlina. Pełniąc rolę bogatego, czarującego bon vivanta, Sosnowski zdołał zdobyć zaufanie szeregu szlachcianek, które zajmowały powiernicze stanowiska w Ministerstwie Reichswehry. Kobiety przekazały mu nawet najważniejsze tajne dokumenty dotyczące wyposażenia, szkolenia i planów rozmieszczenia armii niemieckiej. Dopiero w 1934 roku ujawniono działalność szpiegowską Sosnowskiego.